# Spalax arenarius
Spalax arenarius é uma espécie de roedor da família Spalacidae. É endêmico da Ucrânia, onde pode ser apenas encontrado numa pequena região ao sul, no baixo rio Dnepr (área de Nikolaev).